# El pequeño seductor
El pequeño seductor es una película de comedia y humor de 2015 dirigida por Wilf Sifuentes y escrita por Lino Bolaños. Está protagonizada por el comediante peruano Miguel Barraza y coprotagonizada por Lucecita Ceballos, se estrenó el 5 de febrero de 2015 en los cines peruanos.

## Sinopsis
Emilio (Miguel Barraza), un viudo que ha perdido sus dotes de seductor y quiere recuperarlas con la ayuda de dos amigos.[cita requerida] Esta necesidad de encontrar chicas guapas genera situaciones que le pondrán en mil líos. A esto se opone su difunta esposa quien aparece en diversas situaciones para que el protagonista pueda consumar sus relaciones.

## Elenco
Los actores que participan en esta película son:
- Miguel Barraza como Emilio.[6]
- Lucecita Ceballos como Anita.[7]
- Kali Kiyasumac como Camila.
- Gordo Casaretto
- Mauricio Diez Canseco

## Controversias
Al estreno de la película Miguel Barraza, el protagonista de la película, llegó en aparente estado de ebriedad, donde comenzó a insultar a Carlos Álvarez y Carlos Alcántara, eclipsando el avance de su película, y aparentemente ahuyentando a los posibles espectadores. Cinco años después, Barraza admitió que llegó borracho al estreno de su película pero dijo que fue culpa del productor de la película que quería que protagonizara un escándalo para atraer a la gente. También confesó que fue estafado, porque nunca le pagaron por su actuación.

## Recepción
En enero de 2015, El pequeño seductor estrenó su avance oficial con todo el elenco completo. En su primer día atrajo a 11.000 espectadores. En su primer fin de semana atrajo a 40.500 espectadores. A lo largo de su paso por los cines atrajo a 96.500 espectadores, un fracaso de taquilla. Además, según los comentarios del cineasta peruano Francisco Lombardi, afirmó que las películas peruanas que protagonizan los cómicos peruanos son «precarias», haciendo en relación con El pequeño seductor.